# Viridithemis viridula
Viridithemis viridula е вид водно конче от семейство Libellulidae.

## Разпространение
Видът е разпространен на африканския остров Мадагаскар.